# Rifugio Nani Tagliaferri
Il rifugio Nani Tagliaferri è un rifugio delle Alpi Orobie situato nel comune di Schilpario (BG), in valle di Scalve, a 2.328 m di quota.

## Descrizione

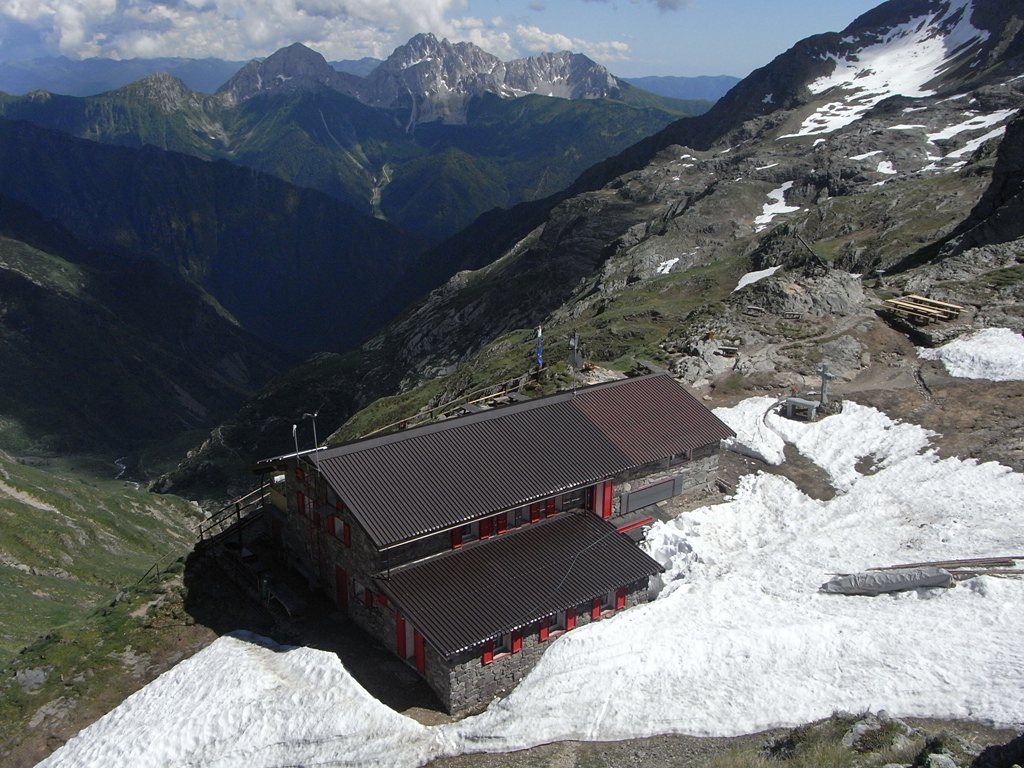
Il rifugio durante il disgelo estivo

Il rifugio è di proprietà della sezione di Bergamo del Club Alpino Italiano. Ha una capienza di circa 60 posti letto ed è aperto generalmente in modo continuativo da metà giugno a metà settembre, poi fino a fine ottobre nei fine settimana.
Il Tagliaferri è il rifugio più alto altimetricamente della provincia di Bergamo, ma non delle Orobie, in quanto superato dal rifugio Donati (2.504 m) nelle Orobie Valtellinesi. La zona in cui si trova è sotto la tutela della riserva faunistica dei laghi Belviso e Barbellino, è quindi ricca di flora e fauna autoctona.

## Storia
Il rifugio venne costruito nell'estate del 1985 sotto la spinta della comunità della val di Scalve, con il contributo economico della comunità Montana e del CAI di Bergamo. Venne inaugurato il 22 settembre 1985 e intitolato a Nani Tagliaferri, primo presidente della Sottosezione del CAI Valle di Scalve, deceduto nel 1981 durante la scalata del Pukajirka Central, nelle Ande Peruviane.
Dopo solamente un anno, nel novembre 1986, l'edificio subì un devastante incendio che distrusse le travi del tetto e tutte le parti in legno, risparmiando solo i muri in pietra. Per evitare di lasciare la struttura in quelle condizioni per tutto l'inverno, si diede subito il via ai lavori di ricostruzione, che in appena un mese furono completati grazie al grande sforzo di diversi volontari, che riuscirono persino a realizzare un ampliamento della cucina.
 

Nel 1998 furono effettuati lavori per ampliare i dormitori e realizzare nuovi servizi igienici dotati di doccia calda. Nel 2007 fu realizzata sul retro del rifugio una nuova ala che ampliò ulteriormente dormitori e servizi. Nel 2010 è stato installato un impianto eolico per la produzione di energia elettrica 24 ore su 24.

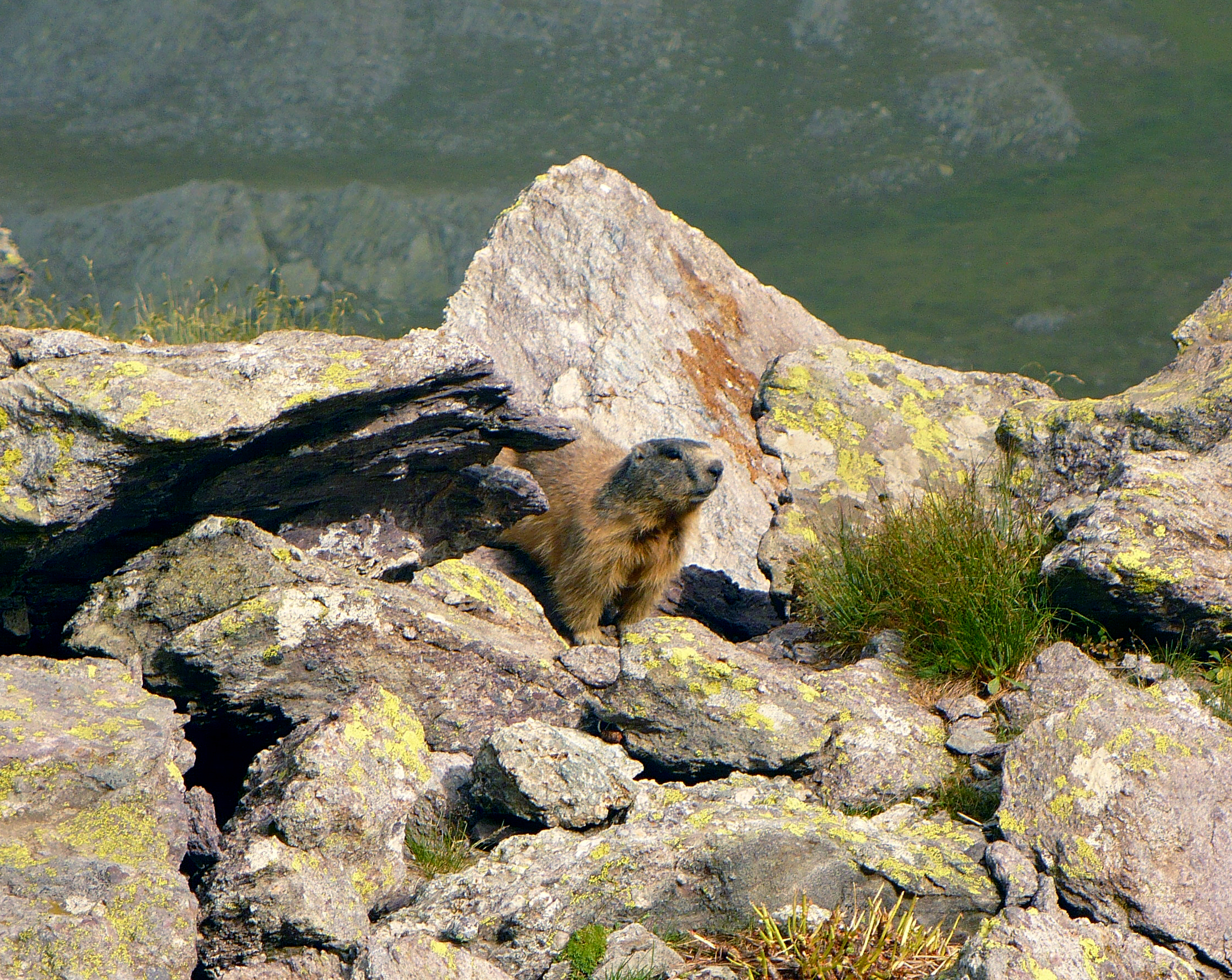
Marmotta ripresa nelle vicinanze del rifugio

## Accessi
Il rifugio è stato costruito all'estremità settentrionale della valle del Vo, in prossimità del passo di Venano, in posizione intermedia tra il rifugio Antonio Curò a ovest, il passo del Vivione a est e Ronco di Schilpario a sud.
Tutti i sentieri per raggiungerlo sono piuttosto impegnativi e attraversano delle zone del Parco delle Orobie Bergamasche, interessanti dal punto di vista naturalistico per la ricchezza di flora e fauna.

## Ascensioni
- Monte Gleno (2.882 m) - difficoltà EE.
- Monte Demignone (2.587 m) - difficoltà EE.
- Monte Venerocolo (2.590 m) - difficoltà EE.
- Pizzo Tornello (2.687 m) - difficoltà E.

## Traversate
Il rifugio è tappa del sentiero naturalistico Antonio Curò, oltre che del sentiero delle Orobie Orientali, nella variante alla settima tappa che prevede l'arrivo finale al passo del Vivione. È inoltre il rifugio di partenza dell'ultima tappa della Gran Via delle Orobie, che termina ad Aprica.

## Gare
Ogni anno sin dalla sua costruzione (1985), la prima domenica di settembre il rifugio organizza una gara di corsa a staffetta che si svolge lungo il sentiero n°413, per un totale di 12 km di lunghezza e 1200 metri di dislivello. La prima frazione parte da Ronco e arriva alla malga di Venano di sopra con 650 metri di dislivello e 6 km di lunghezza; da qui si dà il cambio e parte la seconda frazione sino ad arrivare al rifugio con 500 metri di dislivello e 6 km di lunghezza. A fine gara si svolge il pranzo in compagnia al rifugio.